# Blei(II)-sulfat
Blei(II)-sulfat (PbSO4), ein weißer kristalliner Feststoff, ist das Blei(II)-Salz der Schwefelsäure.

## Vorkommen
In der Natur findet man Blei(II)-sulfat in Form von rhombischem, diamantglänzendem Anglesit (Vitriolbleierz). In reinem Zustand spricht man auch von „Bleiglas“.
Bei der Entladung von Bleiakkumulatoren bildet sich Blei(II)-sulfat:
{\displaystyle \mathrm {Pb(s)+SO_{4}^{2-}(aq)\longrightarrow PbSO_{4}(s)+2\ e^{-}} }
Am Minuspol des Akkumulators wird Blei in Bleisulfat umgewandelt.
{\displaystyle \mathrm {PbO_{2}+4\ H^{+}+\ SO_{4}^{2-}+2\ e^{-}\longrightarrow \ PbSO_{4}+2\ H_{2}O} }
Am Pluspol entsteht aus Blei(IV)-oxid und Sulfat Bleisulfat.

## Darstellung
Das in Wasser weitgehend unlösliche Blei(II)-sulfat entsteht als weißer Niederschlag bei der Reaktion von Blei(II)-oxid oder löslicher Blei(II)-salze wie Blei(II)-nitrat oder Blei(II)-acetat mit löslichen Sulfaten wie Natriumsulfat oder Schwefelsäure:
{\displaystyle \mathrm {Pb(NO_{3})_{2}+\ Na_{2}SO_{4}\longrightarrow 2\ NaNO_{3}+\ PbSO_{4}\downarrow } }

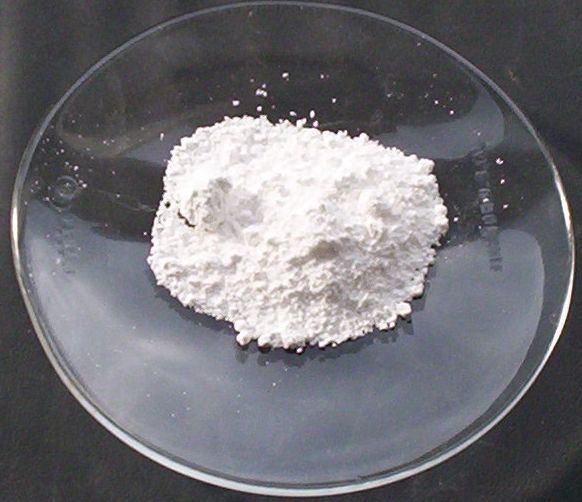
Blei(II)-sulfat
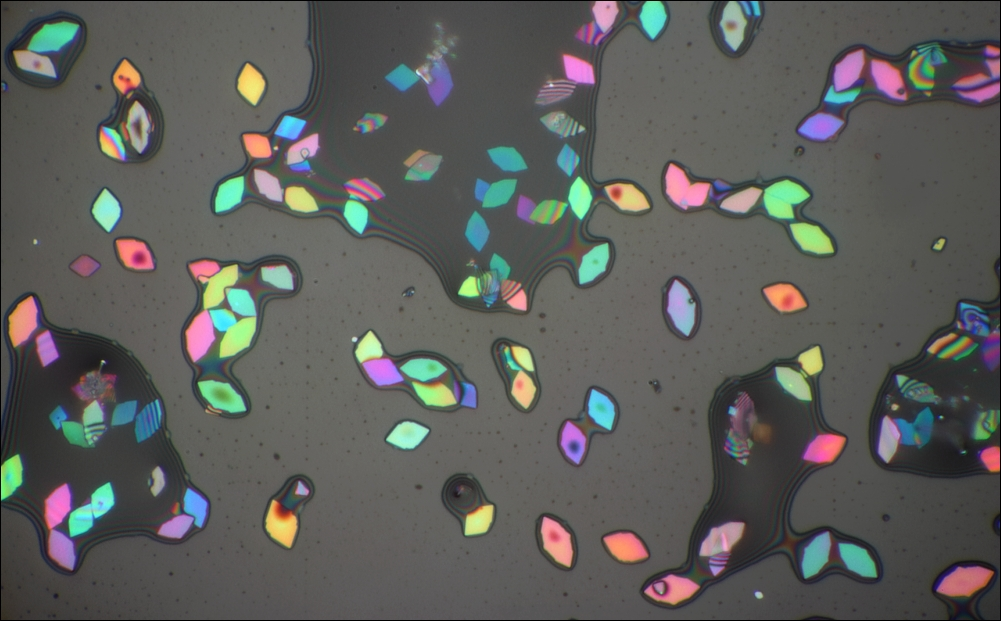
Blei(II)-sulfat, gefällt (Auflichtaufnahme im Lösungstropfen, 40er-Objektiv)

## Eigenschaften
Die Bleiverbindung ist ein Feststoff mit einer relativ hohen Dichte von 6,35 g/cm3. In Wasser ist sie nahezu unlöslich, in konzentrierter Schwefelsäure und starken Säuren löst sie sich gut.
{\displaystyle {\ce {PbSO_4(s) + H_2SO_4 (aq) -> Pb(HSO_4)_2 (aq)}}}
Festes Blei(II)-sulfat setzt sich mit Schwefelsäure zu löslichem Blei(II)-hydrogensulfat um.
Deswegen enthält Schwefelsäure, die nach dem Bleikammerverfahren gewonnen wird, Blei(II)-sulfat, das beim Verdünnen der Säure größtenteils wieder ausfällt.
Konzentrierte Alkalilaugen vermögen Blei(II)-sulfat unter Bildung von Plumbat(II)-Ionen (Blei(II)-trihydroxokomplex) zu lösen.
{\displaystyle {\ce {PbSO_4(s) + 3 OH^- (aq) -> Pb(OH)_3^- (aq) + SO_4^2- (aq)}}}
Festes Blei(II)-sulfat setzt sich mit Hydroxidionen zu gelösten Plumbat(II)ionen und Sulfat um .
In konzentrierten Lösungen von Sulfaten erhöht sich die Löslichkeit von Bleisulfat durch Bildung eines Sulfatokomplexes
{\displaystyle {\ce {PbSO_4(s) + SO_4^2- (aq) -> [Pb(SO_4)_2]^2- (aq)}}}.
Festes Blei(II)-sulfat reagiert mit gelöstem Sulfat zum Blei(II)-disulfatokomplex
Ab 1170 °C schmilzt die Verbindung unter teilweiser Abspaltung von Schwefeltrioxid. Silicate wie Glas oder Porzellan zersetzen Blei(II)-sulfat unter Bildung von Bleisilicat.

## Verwendung
Blei(II)-sulfat wurde als weiße Malerfarbe verwendet. Ihr Vorteil liegt darin, dass sie gegen Licht und Luft beständig ist. Nachteilig ist dagegen, dass die Farbe schlechter deckt und trocknet als zum Beispiel Bleiweiß. Schwefelwasserstoff und Bleisulfidbildung führen zu einem Nachdunkeln. Darüber hinaus wurde Blei(II)-sulfat für die Herstellung von Leinölfirnis sowie als Beschwerungsmittel verwendet. Blei(II)-sulfat darf wegen seiner Giftigkeit in Deutschland nicht mehr frei verkauft werden.
Das Ausfällen von Blei(II)-sulfat durch Versetzen von Bleisalzlösungen mit verdünnter Schwefelsäure wird in der Analytik zur quantitativen Bestimmung von Blei genutzt.

## Externe Links zu erwähnten Verbindungen
1. ↑  Externe Identifikatoren von bzw. Datenbank-Links zu λ~2~-Plumban-schwefelsäure (1:1):  CAS-Nr.: 15739-80-7, PubChem: 24008, ChemSpider: 21160406, Wikidata: Q133464041.
2. ↑  Externe Identifikatoren von bzw. Datenbank-Links zu Tribasisches Bleisulfat:  CAS-Nr.: 12202-17-4, EG-Nr.: 235-380-9, ECHA-InfoCard: 100.032.152, PubChem: 139031023, ChemSpider: 17215651, Wikidata: Q10866545.